# Volora de Montanha
|  | No s'ha de confondre amb Volora. |

La Chapela o Volora de Montanha (Vollore-Montagne en francès) és un municipi francès situat al departament del Puèi Domat i a la regió d'Alvèrnia-Roine-Alps. L'any 2007 tenia 347 habitants.

## Demografia

### Població
El 2007 la població de fet de Vollore-Montagne era de 347 persones. Hi havia 148 famílies de les quals 46 eren unipersonals (23 homes vivint sols i 23 dones vivint soles), 47 parelles sense fills, 47 parelles amb fills i 8 famílies monoparentals amb fills.
La població ha evolucionat segons el següent gràfic:
Habitants censats

### Habitatges
El 2007 hi havia 269 habitatges, 150 eren l'habitatge principal de la família, 93 eren segones residències i 26 estaven desocupats. 242 eren cases i 25 eren apartaments. Dels 150 habitatges principals, 117 estaven ocupats pels seus propietaris, 21 estaven llogats i ocupats pels llogaters i 13 estaven cedits a títol gratuït; 2 tenien una cambra, 5 en tenien dues, 23 en tenien tres, 43 en tenien quatre i 77 en tenien cinc o més. 85 habitatges disposaven pel capbaix d'una plaça de pàrquing. A 69 habitatges hi havia un automòbil i a 51 n'hi havia dos o més.

### Piràmide de població
La piràmide de població per edats i sexe el 2009 era:
| Homes | Edats   | Dones |
| ----- | ------- | ----- |
| 0     | 95 o +  | 0     |
| 0     | 90 a 94 | 4     |
| 4     | 85 a 89 | 8     |
| 8     | 80 a 84 | 8     |
| 12    | 75 a 79 | 20    |
| 24    | 70 a 74 | 8     |
| 4     | 65 a 69 | 20    |
| 12    | 60 a 64 | 8     |
| 8     | 55 a 59 | 12    |
| 12    | 50 a 54 | 4     |
| 16    | 45 a 49 | 12    |
| 8     | 40 a 44 | 24    |
| 12    | 35 a 39 | 8     |
| 12    | 30 a 34 | 12    |
| 4     | 25 a 29 | 0     |
| 8     | 20 a 24 | 8     |
| 12    | 15 a 19 | 8     |
| 4     | 10 a 14 | 12    |
| 16    | 5 a 9   | 4     |
| 4     | 0 a 4   | 8     |

## Economia
El 2007 la població en edat de treballar era de 201 persones, 143 eren actives i 58 eren inactives. De les 143 persones actives 131 estaven ocupades (75 homes i 56 dones) i 13 estaven aturades (4 homes i 9 dones). De les 58 persones inactives 23 estaven jubilades, 14 estaven estudiant i 21 estaven classificades com a «altres inactius».

### Ingressos
El 2009 a Vollore-Montagne hi havia 153 unitats fiscals que integraven 338 persones, la mediana anual d'ingressos fiscals per persona era de 14.805 €.

### Activitats econòmiques
Dels 25 establiments que hi havia el 2007, 4 eren d'empreses de fabricació d'altres productes industrials, 5 d'empreses de construcció, 6 d'empreses de comerç i reparació d'automòbils, 1 d'una empresa de transport, 3 d'empreses d'hostatgeria i restauració, 1 d'una empresa de serveis, 3 d'entitats de l'administració pública i 2 d'empreses classificades com a «altres activitats de serveis».
Dels 7 establiments de servei als particulars que hi havia el 2009, 1 era un taller de reparació d'automòbils i de material agrícola, 1 autoescola, 1 paleta, 2 fusteries, 1 electricista i 1 restaurant.
Dels 3 establiments comercials que hi havia el 2009, 1 era una botiga de menys de 120 m², 1 una carnisseria i 1 una botiga d'equipament de la llar.
L'any 2000 a Vollore-Montagne hi havia 13 explotacions agrícoles.

## Equipaments sanitaris i escolars
L'únic equipament sanitari que hi havia el 2009 era una ambulància.
El 2009 hi havia una escola elemental.

## Poblacions més properes
El següent diagrama mostra les poblacions més properes.